# 亞美尼亞禮天主教巴黎聖十字教區
亞美尼亞禮天主教巴黎聖十字教區（拉丁語：Eparchia Sanctae Crucis Lutetiae Parisiorum）是法國一個東儀天主教教區（亞美尼亞禮），直屬聖座。
教區的前身是於1960年7月22日成立的法國宗座代牧區，1986年6月30日升為教區。
教區於2010年時有4名司鐸、6個堂區（分別位於巴黎、里昂、瓦朗斯、馬賽、聖尚翁和阿努維爾）和30,000名教友。
現任教區主教為厄里亞·耶吉阿揚，榮休主教為若望·泰魯茲。